# Resolució 702 del Consell de Seguretat de les Nacions Unides
La Resolució 702 del Consell de Seguretat de les Nacions Unides, va ser aprovada sense sotmetre's a votació, el 8 d'agost de 1991, després d'examinar separadament les sol·licituds de la República Democràtica Popular de Corea (Corea del Nord) i la República de Corea (Corea del Sud) per ser membres de les Nacions Unides, el Consell va recomanar a l'Assemblea General que tant Corea del Nord com Corea del Sud fossin admeses.
El 17 de setembre del mateix any l'Assemblea General va admetre tots dos països en la resolució 46/1.